# 艾森施米特
艾森施米特是德国莱茵兰-普法尔茨州的一个市镇。总面积10.84平方公里，总人口279人，其中男性141人，女性138人（2011年12月31日），人口密度26人/平方公里。